# Nico Loes
Nico Loes, né le 19 octobre 1952 à Wiltz (Luxembourg), est un homme politique luxembourgeois, membre du Parti populaire chrétien-social (CSV).

## Biographie
Fonctionnaire communal, Nico Loes est notamment membre du Syndicat des eaux du barrage d'Esch-sur-Sûre (SEBES). Il réside à Nothum, une localité de la commune du Lac de la Haute-Sûre.
Membre du conseil communal du Lac de la Haute-Sûre, il est nommé bourgmestre à partir de 1988 et exerce la fonction jusqu'en 2005. Il remplace Henri Nanquette et René Michels lui succède. Les élections communales de 2005 ne lui permettent pas de conserver cette fonction en raison d'un résultat électoral insuffisant.
À la suite de la nomination de Marie-Josée Jacobs dans le gouvernement dirigé par Jacques Santer, Nico Loes fait son entrée au sein de la Chambre des députés pour la circonscription Nord où il représente le CSV. Son prédecesseur, Marie-Josée Jacobs est nommée ministre de l'Agriculture, de la Viticulture et du Développement rural ainsi que ministre déléguée aux Affaires culturelles dans le gouvernement Santer-Poos II lors d'un remaniement ministériel qui a lieu le 9 décembre 1992. Nico Loes est assermenté le jour suivant. Après les élections législatives de 1994 et de 1999, il n'est pas réélu directement. En revanche, en tant que suppléant, il remplace à nouveau Marie-Josée Jacobs dans la même circonscription.

## Décoration
- Officier de l'ordre de Mérite du grand-duché de Luxembourg[4] (Luxembourg, 1998)

## Résultats électoraux

### Élections communales
| Année | Circonscription      | Voix | %     | Rang | Issue |
| ----- | -------------------- | ---- | ----- | ---- | ----- |
| 2005  | Lac de la Haute-Sûre | 391  | 10,34 | 4e   | Élu   |